# Gustaf Adolfskyrkan (Hamburg)

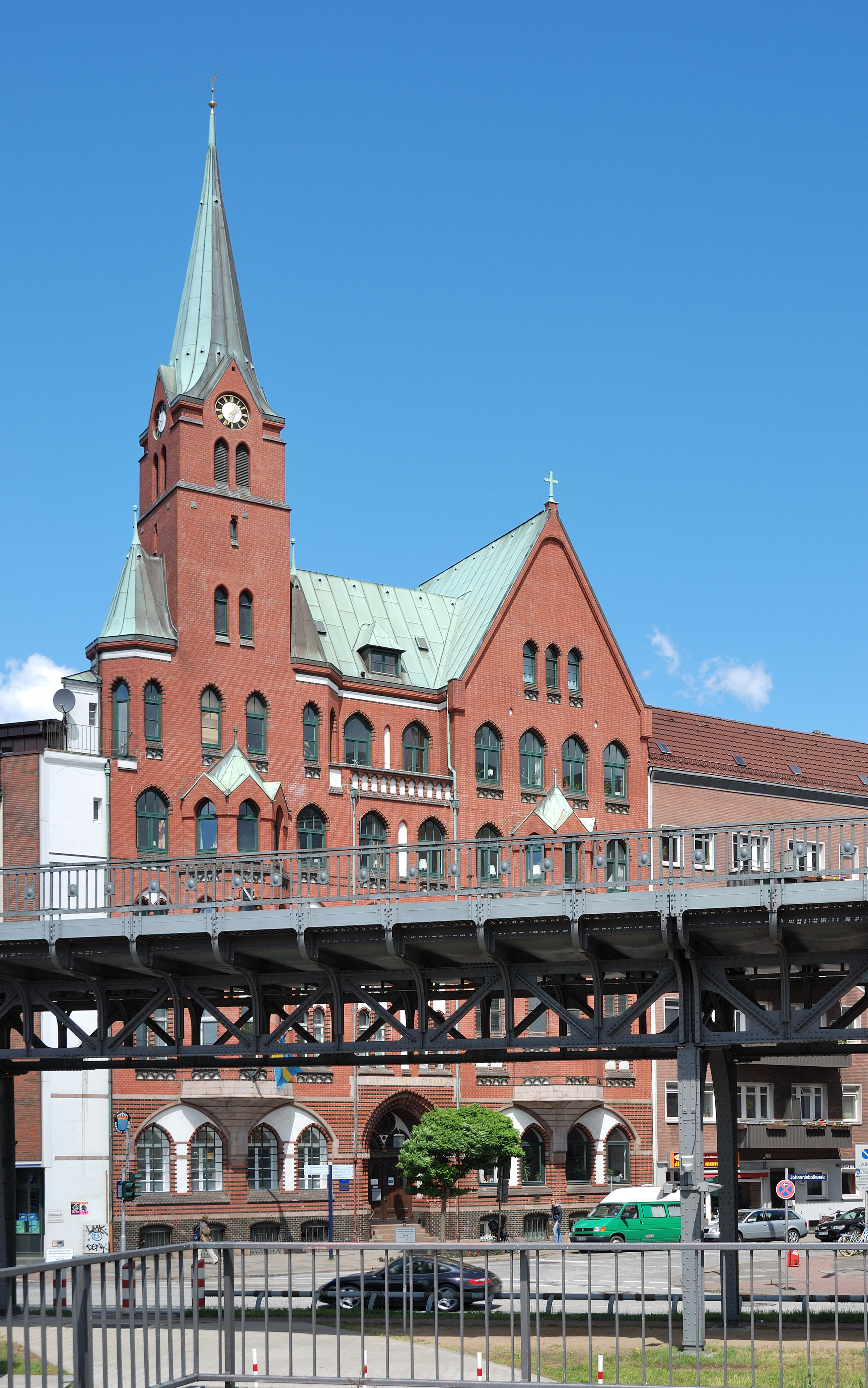
Gustaf Adolfskyrkan

Die schwedische  Gustaf Adolfskyrkan (Gustaf-Adolfs-Kirche) ist eine Kirche im Hamburger Stadtteil Neustadt.
Gemeindemitglieder sind die in Hamburg, Bremen, Niedersachsen, Schleswig-Holstein und Mecklenburg-Vorpommern lebenden Angehörigen der evangelisch-lutherischen Schwedischen Kirche. Die Gemeinde gehört zur Svenska Kyrkan i Utlandet der Schwedischen Kirche im Ausland, die dem Bistum Visby zugeordnet ist. Neben Berlin, Frankfurt am Main und München ist sie eine von vier schwedischen Kirchengemeinden in Deutschland. Die Schwedische Kirche Lübeck wurde 1968 aufgegeben.

## Geschichte

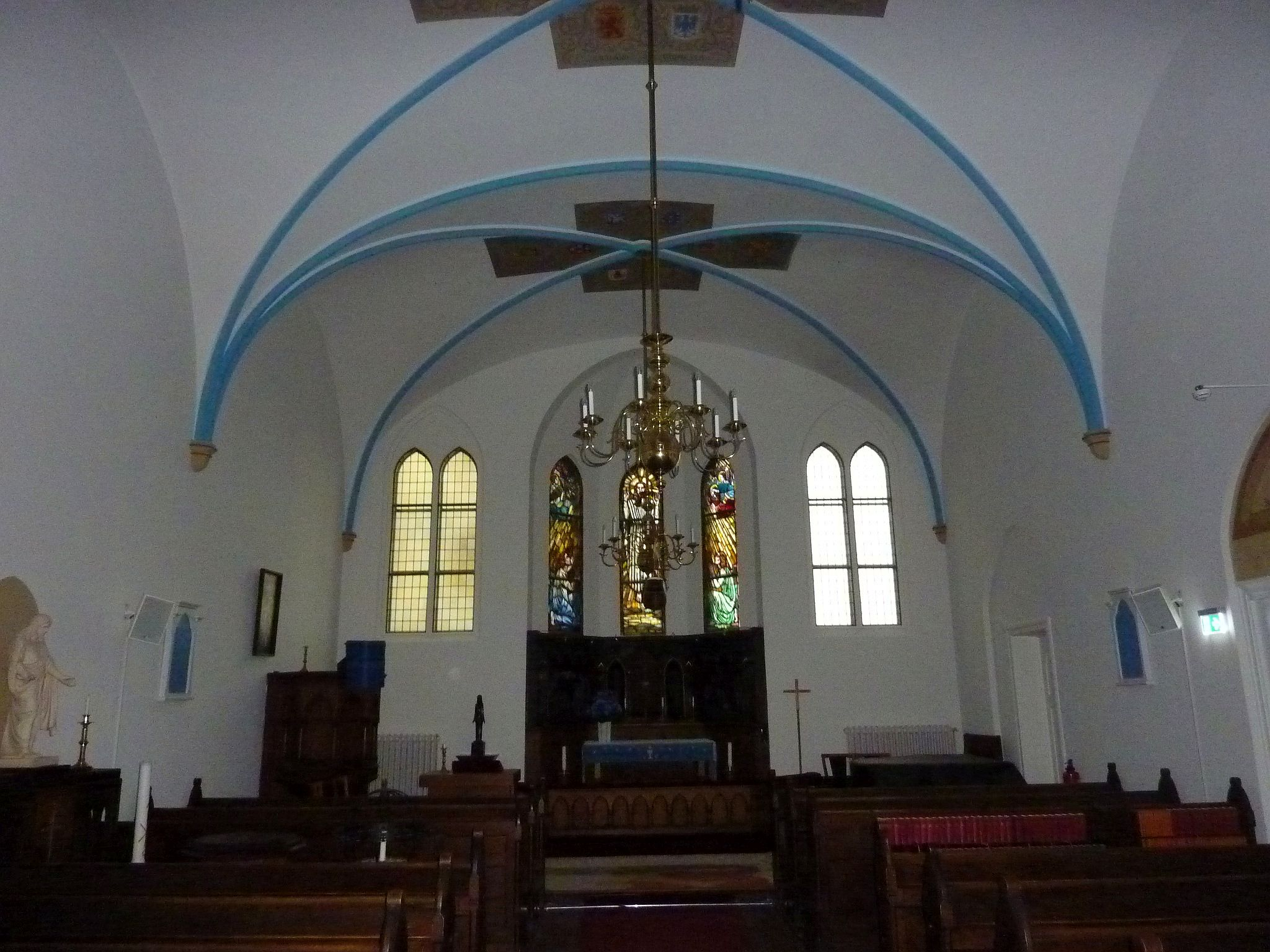
Inneres der Gustaf Adolfskyrkan

1883 nahm die Evangeliska Fosterlandsstiftelsen (Evangelische Heimatlandstiftung) ihre Tätigkeit in Hamburg auf. Der Seemannspastor L. A. Olsson, der als Missionar in Afrika tätig gewesen war, betreute die in Hamburg und Umgebung lebenden Schweden sowie die schwedischen Seeleute, die mit Schiffen den Hamburger Hafen anliefen. Zunächst wurden die Gottesdienste in der English Reformed Church in der Großen Hafenstraße abgehalten. 1886 trat J. O. A. Englund die Nachfolge Olssons an.
1903 kaufte die Evangeliska Fosterlandsstiftelsen ein Grundstück in der Ditmar-Koel-Straße gegenüber den St. Pauli-Landungsbrücken. Der norwegische, in Hamburg lebende Architekt Thomas Yderstad errichtete ein mehrstöckiges Backsteingebäude mit Turm, in dem neben dem Kirchensaal mit Platz für 300 Gläubige sechs Wohnungen sowie Büroräume untergebracht wurden. Der Grundstein wurde am 27. Januar 1906 gelegt; am 12. Mai 1907 wurde die Kirche von Erzbischof J. A. Ekman geweiht. Die Kirche trägt den Namen des schwedischen Königs Gustav II. Adolf, dessen Büste sich seit 1907 in der Kirche befindet. Die Kirche wurde mit Malereien ausgestattet, die später zum Teil übermalt wurden. Ein Christusbild wurde 2007 freigelegt und restauriert.
Im Zweiten Weltkrieg war die Kirche eines der wenigen Gebäude im Gebiet am Hamburger Hafenrand, das nicht zerstört wurde. Nur die Chorfenster nahmen Schaden und wurden nach Kriegsende erneuert. Bis 1956 waren auch die Räume der Schwedischen Schule in der Kirche untergebracht.
1979 besuchten Schwedens König Carl XVI. Gustaf und Königin Silvia die Kirche.
Die Zahl der schwedischen Schiffe im Hafen von Hamburg nahm in den 1990er Jahren stark ab, während die Zahl der in Hamburg lebenden Schweden zunahm. Deshalb wurde die Umwandlung der Seemannskirche in eine formelle Gemeindekirche beantragt. Seit dem ersten Advent 1996 ist die schwedische Kirche eine Gemeindekirche in der evangelisch-lutherischen Schwedischen Kirche, und Olle Sjöholm wurde der erste Hauptpastor der Gemeinde.
1997, zum 90-jährigen Jubiläum, wurden durch die Spende des Gemeindemitglieds Ume Radbruch in den bisher leeren Uhrtafeln eine Kirchturmuhr angebracht.
Zum Jubiläum des 100-jährigen Bestehens 2007 wurde der Kirchensaal neu ausgemalt. Das Jubiläum wurde unter anderem mit einem Festgottesdienst am 2. Juni 2007 in der Hamburger Hauptkirche St. Michaelis gefeiert, dessen Predigt Bischof Lennart Koskinen hielt.
In der Ditmar-Koel-Straße im Portugiesenviertel befinden weitere Hamburger Seemannskirchen, so die dänische Benediktekirken, die Norwegische Seemannskirche und die Finnische Seemannskirche.
Als Vorstufe zum Denkmalschutz ist die Gustaf-Adolfskyrkan wie die anderen nordischen Kirchen als schutzwürdiges Baudenkmal im Verzeichnis der erkannten Denkmäler verzeichnet.

## Ausstattung

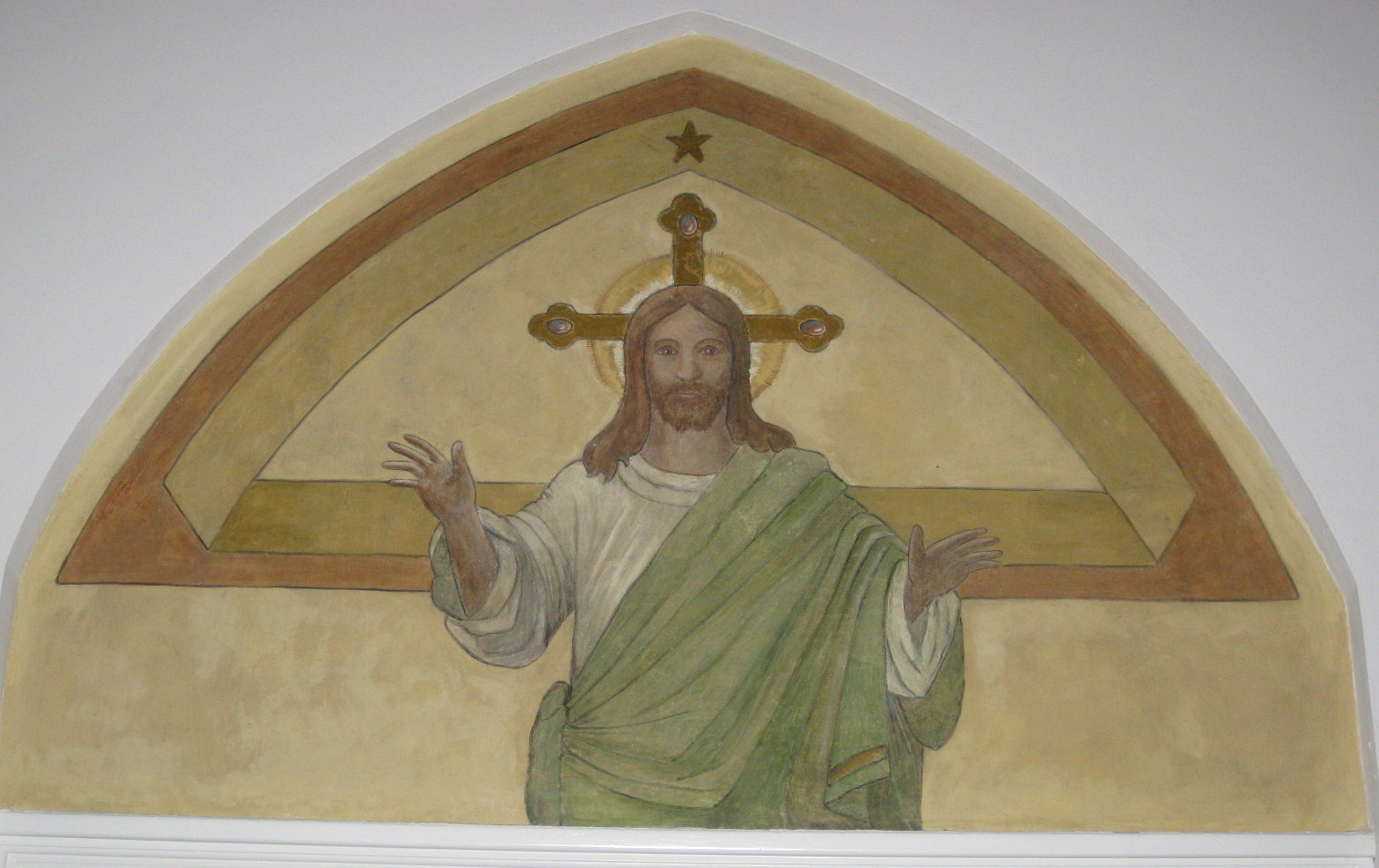
Christusmalerei aus der Bauzeit der Kirche

Zu den ältesten Ausstattungsstücken der Kirche gehört das silberne Taufbecken, das die schwedischen Protestanten in Hamburg bereits 1893 als Geschenk erhielten. Es ruht in einem hölzernen Taufbrunnen. Aus Holz bestehen auch der geschnitzte Altar und die Kanzel.
Die an der Wand hinter dem Taufbecken stehende Christusstatue aus Gips ist die Nachbildung eines Werks des dänischen Bildhauers Bertel Thorvaldsen. Eine Kopie ist ebenso das Gemälde des nordischen Apostels St. Ansgar, dessen Original sich in der Hamburger Hauptkirche St. Petri befindet und dem Maler Hans Bornemann zugeschrieben wird. Die Gemeinde erhielt diese Kopie aus Anlass des 90-jährigen Bestehens der Kirche von der ökumenischen Arbeitsgemeinschaft christlicher Kirchen in Hamburg.
Ein weiteres Bildnis ist das des Schutzpatrons der Seefahrer Nikolaus von Myra. Das Christusbild Jesus på korset  (Jesus am Kreuz) schuf der schwedische Maler Kent Wahlbeck (* 1950 in Söderhamn). An der Südwand befindet sich ein weiteres Christusgemälde.
Das im Kirchensaal hängende Votivschiff Gustaf Adolf, das Modell einer Drei-Mast-Bark, schnitzte und baute fast ein Jahr lang der Kapitän und Kap Hoornier Hans Freyholz. Er hatte mit der Bark die Weltmeere besegelt.
Über der Ausgangstür befindet sich die Christusmalerei aus der Bauzeit der Kirche. Auf der Eingangsseite befindet sich die Inschrift „Helighet höves Ditt hus Herre evinnerligen“.
1985 erhielt die Kirche eine neue Orgel, die von der Orgelfabrik A. Mårtensson in Lund gebaut wurde.
Die Kirchenglocke wurde im Jahre 1906 von der Glockengießerei M. & O. Ohlsson in Lübeck gegossen. Sie ist ein Geschenk von dem schwedischen Seefahrer Hans Hansson aus Lye, Gotland, welcher in der Votivinschrift auf der Glocke erwähnt wird. Darüber hinaus ist in die Glocke ein Gedicht vom ehemaligen Pastor Englund und seine Initialen eingegossen worden. Im Zuge einer großen Sanierung im gesamten Gebäudekomplex entschied man sich, die Glocke nur noch über einen in der Glocke angebrachten Anschlaghammer zum Erklingen zu bringen, nachdem in der Glockenstube im Mauerwerk Risse entstanden. Das Läuterad ist mit Antriebskette, welche zum Läutemotor verläuft, noch am Joch angebracht. Der Klöppel liegt unter der Glocke im Glockenstuhl.
| Nr. | Schlagton | Durchmesser (mm) | Gießer, Gussort       | Gussjahr | Inschriften (in Altschwedisch) | Inschriften (in Deutsch) |
| --- | --------- | ---------------- | --------------------- | -------- | --- | --- |
| 1   | g1        | ~ 1000           | M & O Ohlsson, Lübeck | 1906     | Inschrift Flanke gen Norden: "Från främlings-eller fosterland Du kommen vara må Till Hansas stad vid Elbes strand, Jag beder dig: HIT GÅ Att undfå det, som dyrast är, Din bästa hjälp mot ondskans här: Vår Guds och Jesu Kristu ord Och gåfvorna från nådens bord! J.O.A.F." Inschrift Flanke gen Süden: "Skänkt till Gustaf-Adolfs-Kyrkan i Hamburg af HANS HANSSON född i Lye på Gotland den 20.2.1841, åren 1859-1897 sjöfarande." "SOLI DEO GLORIA" Inschrift Schulter gen Norden: "Ps. 107: 23-32." Inschrift Schulter gen Süden: "Gjuten år 1906 af M. & O. Ohlsson i Lybeck" (schwedisch; = "Gegossen 1906 bei M. & O. Ohlsson in Lübeck") | Inschrift Flanke gen Norden: (altschwedisch; = "Von Fremden – oder Heimatland Mögest du gekommen sein In die Stadt der Hanse am Strand der Elbe, Ich bitte Dich: KOMME HER Um das zu erhalten, was am teuersten ist, Deine beste Hilfe gegen das Heer des Bösen: Unser Gottes und Jesu Christi Wort Und die Gaben von der Schar der Gnade! J.O.A.F.") Inschrift Flanke gen Süden: (altschwedisch; = „Geschenk an die Gustaf-Adolfs-Kirche in Hamburg von HANS HANSSON, geboren in Lye auf Gotland am 20.2.1841, Seefahrer in den Jahren 1859-1897.“) "SOLI DEO GLORIA" Inschrift Schulter gen Norden: "Ps. 107: 23-32." Inschrift Schulter gen Süden: (schwedisch; = "Gegossen 1906 bei M. & O. Ohlsson in Lübeck") |

## Honorarkonsulat
Das Gebäude ist nach der Schließung des Generalkonsulats am Alsterufer 2008 Sitz des Schwedischen Honorarkonsulats.